# Philip Bösand

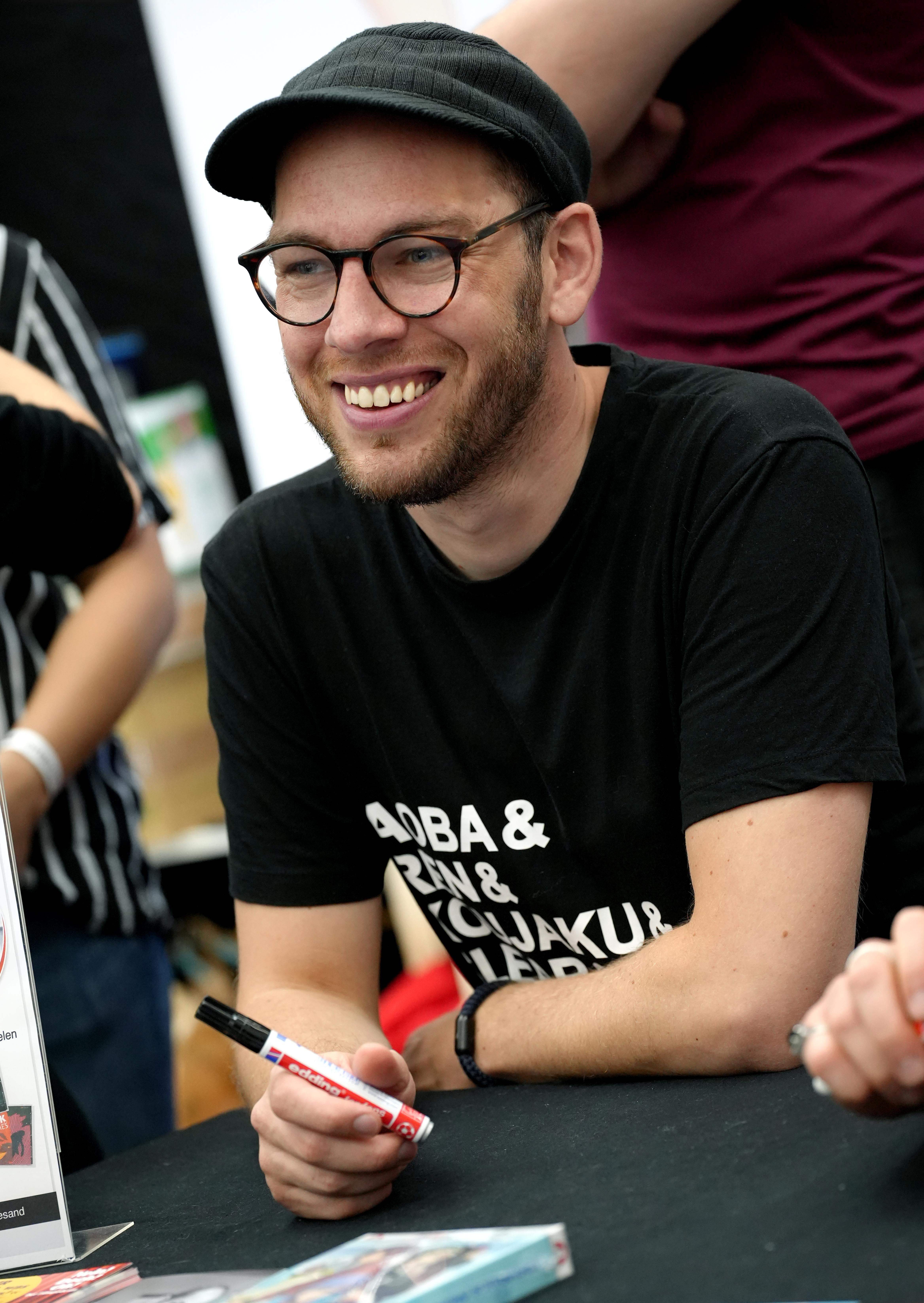
Philip Bösand (2023)

Philip Bösand (* 29. Oktober 1984 in München) ist ein deutscher Hörspielsprecher.

## Werdegang
Aufgewachsen in München lebt Philip Bösand heute im Mittelrheintal. Er ist als Sprecher, hauptsächlich als Hörspielsprecher, für verschiedene Label, wie Audible, Contendo Media, Europa, Hermann Media Audiobooks, Holysoft, Saphir Tonart, Romantruhe, Lübbe Audio oder Wolfy-Office, tätig.
Er ist in diversenen Produktionen zu hören. So verkörpert er beispielsweise die Hauptrolle des Tempelton Pierce in der an Motive von Jules Vernes angelehnte Steampunk-Hörspielserie „Die letzte Fahrt der Nautilus“ (seit 2018), spielt die Rolle des Carlos Bottichelli in der Science-Fiction-Serie „Anomalia“, welche bei Lübbe Audio erschien (2020), ist in der Fantasy-Reihe „Schwert & Runenzauber“ von Hermann Media Audiobooks in einer wiederkehrenden Rolle als Goblin Hesel zu hören (seit 2023), spielte den zwielichtigen Spike Weller in Raimon Webers Thriller-Serie "Hurricane - Stadt der Lügen", erschienen bei Label Europa Next (2024) oder Fischauge in der dreizehnten Episode der parodistischen Hörspielreihe „Die Ferienbande“ (2023). Seit 2024 ist er wiederkehrend als Busfahrer in der Kinderserie "Die Fussballbande" von Kiddinx zu hören.
Er ist zudem Host des Podcasts „Nein! Doch! Oh – Der Filmpodcast“, den er gemeinsam mit dem Autor Thomas Plum betreibt. Für die Hörspiel-Podcasts „Inside Neustadt“, „Team Sinclair“ und „Die Ohrenbrecher“ fungiert er als Station-Voice, ebenso für den Truecrime-Podcast „Mörderische Heimat“ von Zeno Diegelmann.
Im Point-and-Click-Adventure Scott Whiskers – The Search for Mr. Fumbleclaw von Fancy Factory Games ist er in einer Doppelrolle als Inspector Craddock sowie als James Pollock zu hören.
In der 2023 veröffentlichten deutschen Synchronfassung der japanischen Anime-Serie Dramatical Murder übernahm er die Rolle des Ren. Ab Oktober 2025 wird er in 5. Staffel der Anime-Serie Danmachi vierfach in der Rolle der Gulliver Brüder zu hören sein.

## Hörspiele (Auswahl)
- 2012: Yeovil True – „Der Tote im Park“ als Detective Inspector John Trueman – Regie: Philip Bösand (Die Ohrganisation)
- 2013: Yeovil True – „Blaues Blut“ als Detective Inspector John Trueman – Regie: Philip Bösand (Neuvertonung)
- 2015: Yeovil True – „Im Fadenkreuz“ als Detective Inspector John Trueman – Regie: Philip Bösand (Neuvertonung)
- 2015: Yeovil True – „Gegenwind“ als Detective Inspector John Trueman – Regie: Philip Bösand (Neuvertonung)
- 2015: Euphoria – 5 Episoden – als Hank – Buch & Regie: Philip Bösand (Neuvertonung)
- 2017: Robin – die Wende – „Das Lächeln der Fortuna“ als Bill – Regie: Johanna Steiner (Audible)
- 2017: Yeovil True – „Im Namen des Vaters“ als Detective Inspector John Trueman – Regie: Philip Bösand (Hörspielprojekt)
- 2018: Die letzte Fahrt der Nautilus – „Das Vermächtnis von Atlantis“ als Tempelton Pierce – Regie: Klaus Brandhorst (Pandoras Play)
- 2019: Fraktal #10 – „Die Nacht der Verschwörer“ als Sicherheitsdienst – Regie: Peter Lerf (Gigaphon)
- 2019: Anomalia – „In Trümmern“ als Carlos Bottichelli – Regie: Lars Eichstädt/Ann-Christin Blum (Lübbe Audio)
- 2020: Ghost Box – Staffel 2 als Reporter – Regie: Ivar Leon Menger (Audible)
- 2020: Die letzte Fahrt der Nautilus – „Isis“ als Tempelton Pierce – Regie: Klaus Brandhorst (Pandoras Play)
- 2020: Die letzte Fahrt der Nautilus – „Die Reise ins Innerste“ als Tempelton Pierce – Regie: Klaus Brandhorst (Pandoras Play)
- 2020: Video-Integrator als Hector, der Collector – Regie: Kim Jens Witzenleiter (Wolfy-Office)[6]
- 2020: Anomalia – „Unerwartete Begegnungen“ als Carlos Bottichelli – Regie: Lars Eichstädt/Ann-Christin Blum (Lübbe Audio)
- 2020: Anomalia – „Ein Funken Hoffnung“ als Carlos Bottichelli – Regie: Lars Eichstädt/Ann-Christin Blum (Lübbe Audio)
- 2021: Die letzte Fahrt der Nautilus – „Das Geheimnis der Tiefe“ als Tempelton Pierce – Regie: Klaus Brandhorst (Pandoras Play)
- 2021: SchattenSaiten – „Spuk in der Bibliothek“ als Sebastian Winter – Regie: Klaus Brandhorst (Pandoras Play)
- 2021: Utopia – „Der tote Planet“ als Dr. Michelsen – Regie: Klaus Brandhorst (Pandoras Play)
- 2021: Midnight Tales – „Das Monster aus dem Bernstein“ als Professor Marble – Regie: Christoph Piasecki (Contendo Media)[7]
- 2022: Die letzte Fahrt der Nautilus – „Der dunkle Stern“ als Tempelton Pierce – Regie: Klaus Brandhorst (Pandoras Play)
- 2022: Seaport Secrets – „Das fatale Foto“ als Michael Haggard – Regie: Klaus Brandhorst (Pandoras Play)
- 2022: Utopia – „Antipoden“ als Dr. Michelsen – Regie: Klaus Brandhorst (Pandoras Play)
- 2022: Cliffhanger Tales – „Season 2: Witchcraft“ als Luis Gruber – Regie Christoph Piasecki (Contendo Media)[8]

- 2022: Die 3 Senioren – „Der tätowierte Totenschädel“ – Regie: Christoph Piasecki (Contendo Media)

- 2022: Küsten-Krimi – „Tödlicher Frost“ Teil 1 & 2 – Regie: Christoph Piasecki (Contendo Media)
- 2022: Tenebris #1 – „Witchboard – Im Bann des Bösen“ als Dr. Logan – Regie: Carsten Hermann (Hermann Media Audiobooks)

- 2022: Neue Welten #6 – „Portal des Todes“ als Nationalgardist Stevens – Regie: Carsten Hermann (Hermann Media Audiobooks)
- 2022: Die letzte Fahrt der Nautilus – „Die Taube und der Wolf“ als Tempelton Pierce – Regie: Klaus Brandhorst (Pandoras Play)
- 2022: Yeovil True – „Flüssiges Gold“ als Detective Inspector John Trueman – Regie: Philip Bösand (Hörspielprojekt)[9]
- 2023: Schwert & Runenzauber 02 – „Die Reise nach Ur-Silosar“ als Goblin Hesel – Regie: Carsten Hermann (Hermann Media Audiobooks)[10]
- 2023: Kommissar Tacheles 01 – „Knall auf Fall“ als Herr Pieper – Regie: Carsten Hermann (Hermann Media Audiobooks)
- 2023: Inselkrimi – „Pellworms dunkles Geheimnis“ als Wolfgang – Regie: Christoph Piasecki (Contendo Media)
- 2023: Die letzten Helden – „Am Ende der Welt“ als Leviathan – Regie: Dirk Jürgensen (Holysoft)[11]
- 2023: Küstenmorde 01 – „Spurlos“ als Siegfried – Regie: Carsten Hermann (Hermann Media Audiobooks)
- 2023: Die letzten Helden – „Der Ruf des Meuchlers“ als Räuber – Regie: Dirk Jürgensen (Holysoft)
- 2023: Holmes & Watson – „Stürmische Alpträume“ als Mr. Paddington – Regie: Carsten Hermann (Hermann Media Audiobooks)
- 2023: Dark Holmes – „Hinterhalt“ als Gangster – Regie: Christoph Piasecki (Contendo Media)
- 2023: Der Sohn des Hades – „Jenseits der Hügel“ als Moritz Gruber – Regie: Carsten Hermann (Hermann Media Audiobooks)
- 2023: Wolfy als Polizist – Regie: Kim Jens Witzenleiter (Wolfy-Office)
- 2023: Wild West Glory – „Forlon Guns/Killer ohne Gnade“ als Steward Garns – Regie: Carsten Hermann (Hermann Media Audiobooks)
- 2023: Holmes & Watson – „Die Liga der Rothaarigen“ als Peter Jones – Regie: Carsten Hermann (Hermann Media Audiobooks)[12]
- 2023: Zum Wohle der Menschheit – „Verschwörung“ als Robert Berger – Regie: Carsten Hermann (Hermann Media Audiobooks)
- 2023: House 10 (Serie) – in allen 4 Episoden – als Zack – Regie: Carsten Hermann (Hermann Media Audiobooks)
- 2023: Lefèvre & Murphy – „Abgründe“ als Martens – Regie: Carsten Hermann (Hermann Media Audiobooks)
- 2023: Die letzte Fahrt der Nautilus – „Schwarzes Herz“ als Tempelton Pierce – Regie: Klaus Brandhorst (Pandoras Play)
- 2023: Die Alte und der Kommissar – „Eiskalt in der Geisterbahn“ als Ignatz Kosslowski – Regie: Carsten Hermann (Hermann Media Audiobooks)
- 2023: MacBeth – als Roland, der Pförtner – Regie: Kim Jens Witzenleiter (Wolfy-Office)
- 2023: Margaret Rutherford – „Einladung zum Mord“ als Inspector Crowfeather – Regie: Carsten Hermann (Hermann Media Audiobooks)
- 2023: Schwert & Runenzauber 03 – „Brobarts Glorie“ als Goblin Hesel – Regie: Carsten Hermann (Hermann Media Audiobooks)
- 2023: Die Bibel – Das neue Testament 07 – „Das Gift der Heuchelei“ als Wahnsinniger – Regie: Aikaterini Maria Schlösser (Holysoft)
- 2023: Krimis von der Küste – „Theresa“ als Tom Novak – Regie: Carsten Hermann (Hermann Media Audiobooks)
- 2023: Der Sohn des Hades – „Die Insel des Dajjal“ als Moritz Gruber – Regie: Carsten Hermann (Hermann Media Audiobooks)
- 2023: Professor Van Dusen – „Das Van Dusen-Gambit“ als George Brainerd – Regie: Dirk Jürgensen (Holysoft)
- 2023: Holmes & Watson Lost Cases – „Masons Galgenfrist“ als Hank Swift – Regie: Carsten Hermann (Hermann Media Audiobooks)
- 2023: Lupin Legends – „Unter Mordverdacht“ als Mossé-Schläger Noah – Regie: Dirk Jürgensen (Holysoft)
- 2023: Schwert & Runenzauber 04 – „Die Fürstentochter von Meringhort“ als Goblin Hesel – Regie: Carsten Hermann (Hermann Media Audiobooks)
- 2023: Vidan – „Schrei nach Vernichtung“ als Soldat Ray und Private Maze – Regie: Raimon Weber (Sony/Europa Next)[13]
- 2023: Solomon Kane – „Die blaue Flamme der Rache“ – als Sam – Regie: Dirk Jürgensen (Holysoft)
- 2023: Die letzte Fahrt der Nautilus – „Staubiger Tod“ als Tempelton Pierce – Regie: Klaus Brandhorst (Pandoras Play)
- 2023: 5 Geschwister – „Gefährlich rieselt der Schnee“ als Dietrich George – Regie: Tobias Schuffenhauer (Gerth Medien)
- 2023: Margaret Rutherford – „Auf leisen Sohlen“ als Inspector Crowfeather – Regie: Carsten Hermann (Hermann Media Audiobooks)
- 2023: Die Ferienbande – „...und die unfassbar anstrengende Hexe!“ als Fischauge – Regie: Kai Schwind (Hufsound / Schwind u. Buchholz GbR)[14]
- 2024: Küsten-Krimi – „Tod im Paradies“ als Betrunkener – Regie: Christoph Piasecki (Contendo Media)
- 2024: Kommissar Tacheles – „Schöner Schein“ als Jürgen Simon – Regie: Carsten Hermann (Hermann Media Audiobooks)
- 2024: Krimimaus – „Der Gesangswettbewerb“ als Schaf – Regie: Peter Lerf (Gigaphon Entertainment / Raute Media)
- 2024: Yeovil True – „Truemans Fall“ als Detective Inspector John Trueman – Regie: Philip Bösand (Hörspielprojekt)
- 2024: Geisterstunde – "Alarm auf Ebene 03" als Ferry Mangold – Regie: Sven Schreivogel (Saphir Tonart)
- 2024: Ahnenzauber (Serie) – in allen Episoden –  als Erzähler – Regie: Carsten Hermann (Hermann Media Audiobooks)
- 2024: Die größten Fälle des BND – "Das Öl der Zukunft" – als Alfie – Regie: Christoph Lehmann (Maritim/AudioQuants)
- 2024: Tatort drittes Reich – "Die Brüder Sass" – als Erich Sass – Regie: Carsten Hermann (Hermann Media Audiobooks)
- 2024: Geisterstunde – "Die Totenbraut" als Ferry Mangold – Regie: Sven Schreivogel (Saphir Tonart)
- 2024: Lovecraft Legends – "Der Mann aus Riekers Point" als Officer Mitch Baker – Regie: Dirk Jürgensen (Holysoft)
- 2024: Lovecraft Legends – "Eine Kiste, gefüllt mit Grauen" als Hector – Regie: Dirk Jürgensen (Holysoft)
- 2024: Outer Space (Serie) – in allen Episoden –  als Al – Regie: Carsten Hermann (Hermann Media Audiobooks)
- 2024: Holmes & Watson Classics – „Der blaue Karfunkel“ als Commissioner Peterson – Regie: Carsten Hermann (Hermann Media Audiobooks)
- 2024: Andi Meisfeld – "...und die Meisywood-Affäre" – als Aaron Milsberg – Regie: Tom Steinbrecher (Steinbrecher Entertainment)
- 2024: Hurricane – "Stadt der Lügen"[15](Staffel 2) – als Lagerist Spike Weller – Regie: Raimon Weber (Sony/Europa Next)
- 2024: Holmes & Watson – "Der Tod des Poeten" als Samuel Edwards – Regie: Carsten Hermann (Hermann Media Audiobooks)
- 2024: Abenteuer in der Magic Mags-Welt – "Die Spürnase" als Golden Retriever Basty – Regie: Stephan Chrzescinski (Step by Step)
- 2024: The dark Omen – „1: Dunkle Prophezeiung“ als Mr. Jefferson Loomis – Regie: Carsten Hermann (Hermann Media Audiobooks)
- 2024: Random – „4: Fake new world“ als Leon – Regie: Christoph Lehmann (Audio Quants)
- 2024: Shadow Chasers – „Der Schatz des Geisterpiraten“ als Henry Winston – Regie: Carsten Hermann (Hermann Media Audiobooks)
- 2024: Schwert & Runenzauber 07 – „Die Spinnengöttin von Gimrin“ als Goblin Hesel – Regie: Carsten Hermann (Hermann Media Audiobooks)
- 2025: Die Fussballbande – „Willkommen im Fussballcamp“ als Busfahrer – Regie: Aikaterini Maria Schlösser (Kiddinx[16])
- 2024: Edgar Wallace – "Die gelbe Schlange" als Fing-Su (die Schlange) – Regie: Sven Schreivogel (Saphir Tonart)
- 2025: The dark Omen – „2: Filomena“ als Mr. Jefferson Loomis – Regie: Carsten Hermann (Hermann Media Audiobooks)
- 2025: Die Bibel – Das alte Testament; Episoden 15–19 – als Simeon – Regie: Aikaterini Maria Schlösser (Holysoft)
- 2025: Heff, der Cheff – „Die Renovierung“ als Swim Shady – Regie: Aikaterini Maria Schlösser (Holysoft)
- 2025: Fünf Freunde – „und das gestohlene Pferd“ als Pferdekäufer – Regie: Heikedine Körting (Sony/Europa/Studio Körting)
- 2025: Sherlock Holmes Legends Untold – „Der wandelnde Tote“ als David Fox – Regie: Dirk Jürgensen (Holysoft)
- 2025: Who & What – "Schütze den König" als Frank Delany – Regie: Christoph Lehmann (Audio Quants)
- 2025: Midnight Tales – "Ferox" als Brad Wallert – Regie: Christoph Piasecki (Contendo Media)
- 2025: Random – „12: Die neue Gefahr“ als Leon – Regie: Christoph Lehmann (Audio Quants)
- 2025: Hörgespinste – "Das Grauen von Maple Hobbs" als Leeroy – Regie: Hajo Bremer (PandorasPlay)
- 2025: Leo und die Abenteuermaschine – "Die Germanen: Die große Schlacht" als Römischer Trainer – Regie: Matthias Arnold (Kiddinx[17])
- 2025: Dream Walker – "Nachtschatten" als Cooper – Regie: Carsten Hermann (Hermann Media Audiobooks)
- 2025: Der kleine Prinz – "Im Scherbensturm der Wut" als Choleriker – Regie: Aikaterini Maria Schlösser (Holysoft)

## Synchron
- 2023: Dramatical Murder als Ren (Anime House)
- 2024: Danmachi IV als Rudra (Anime House)
- 2025: Danmachi V als die Gulliver Brüder (Anime House)